# Бритон (Јужна Дакота)
Бритон (енгл. Britton) град је у америчкој савезној држави Јужна Дакота.

## Демографија
По попису из 2010. године број становника је 1.241, што је 87 (-6,6%) становника мање него 2000. године.
| Група             | 2000.         | 2010.         |
| Белци             | 1.287 (96,9%) | 1.205 (97,1%) |
| Афроамериканци    | 0 (0,0%)      | 6 (0,5%)      |
| Азијати           | 2 (0,2%)      | 1 (0,1%)      |
| Хиспаноамериканци | 13 (1,0%)     | 14 (1,1%)     |
| Укупно            | 1.328         | 1.241         |